# Летучий корабль (повесть)
«Летучий корабль» — третья книга иронического фэнтези-детектива «Тайный сыск царя Гороха» Андрея Белянина. Впервые издана в 2000 году. В 2001 году на Харьковском международном фестивале фантастики «Звёздный мост» Белянин за «Летучий корабль» был повторно (первый раз Белянин был премирован в 2000 году) удостоен премии Харьковского национального университета внутренних дел МВД Украины с формулировкой «За правдивое отражение средствами фантастики работы сотрудников правоохранительных органов».

## Сюжет
В произведении представлено новое дело младшего лейтенанта милиции Никиты Ивановича Ивашова, волей случая ставшего сыскным воеводой в вотчине царя Гороха, и его опергруппы (в составе эксперта-криминалиста Бабы-Яги и младшего сотрудника Дмитрия Лобова). На этот раз из засекреченного царского ларца похищены чертежи летучего корабля. Следствие заходит в тупик, и бояре злорадствуют, формируя альтернативную розыскную группу при участии дьяка Груздева. И хотя чертежи будут найдены боярскими прихвостнями, отвратить нависшую над Лукошкино беду сможет только сыскной воевода со товарищи.
В «Летучем корабле» главный герой впервые замечает, что уже не рвётся домой как раньше, осознавая, что сказочное Лукошкино (где простому народу без защиты родной милиции — ну никак) ему роднее коммерческой Москвы конца XX века. И хотя данная постановка вопроса предполагает оппозицию Руси сказочной и России современной, в «Летучем корабле» (как и во всём цикле) идёт сопоставление этих разных времён и реальностей в сравнении одинаковых проблем и напастей (военные действия с восточными соседями; борьба с распространением нетрадиционных религиозных учений; промышленный шпионаж; вмешательство непрофессионалов в работу правоохранительных органов).

## Издания
«Летучий корабль» впервые опубликован издательством «Альфа-книга» в 2000 году. Затем входил в сборники по циклу Тайного сыска царя Гороха:
| Издательство «Армада»: «Альфа-книга» Серия: «Фантастический боевик» Книга: «Летучий корабль» Формат: 84x108 1/32 Переплёт: Твёрдый Страниц: 325 Тираж: 50 000 экз. ISBN: 5-93556-059-3 Дата издания: 2000 |
| Издательство «Армада», «Альфа-книга» Серия: «Юмористическая серия» Книга: «Летучий корабль» Формат: 84x108 1/32 Переплёт: Твёрдый Страниц: 338 Тираж: 10 000 экз. ISBN: 5-93556-194-8 Дата издания: 2002  |
| Издательство «Альфа-книга» Серия: «Авторский сборник» Книга: «Тайный сыск царя Гороха» Формат: 60x90 1/16 Переплёт: Твёрдый Страниц: 894 Тираж: 8 000 экз. ISBN: 5-93556-488-2 Дата издания: 2005         |
| Издательство «Альфа-книга» Серия: «Авторский сборник» Книга: «Опергруппа в Лукошкине» Формат: 60x90 1/16 Переплёт: Твёрдый Страниц: 640 Тираж: 8 000 экз. ISBN: 978-5-9922-0145-1 Дата издания: 2008      |

В 2006 году роман был выпущен как аудиокнига (в формате MP3) издательством «Элитайл» в серии Солнечный ветер.